# Triacetelus emarginatus
Triacetelus emarginatus är en skalbaggsart som först beskrevs av Louis Alexandre Auguste Chevrolat 1862.  Triacetelus emarginatus ingår i släktet Triacetelus och familjen långhorningar. Inga underarter finns listade i Catalogue of Life.